# 米茜·瑞安
米茜·瑞安（英語：Missy Ryan，1972年7月17日—），美国女子赛艇运动员。她曾代表美国参加1996年和2000年夏季奥林匹克运动会赛艇比赛，获得一枚银牌和一枚铜牌。她也曾参加1999年泛美运动会。